# Alessandro Mastalli
Alessandro Mastalli (7. únor 1996, Bologna, Itálie) je italský fotbalový záložník, který od roku 2023 hraje za Italský klub Alessandria.